# Indolpium funebrum
Indolpium funebrum är en spindeldjursart som först beskrevs av Vladimir V. Redikorzev 1938.  Indolpium funebrum ingår i släktet Indolpium och familjen Olpiidae. Inga underarter finns listade i Catalogue of Life.